# 曼扎坎德里亞納

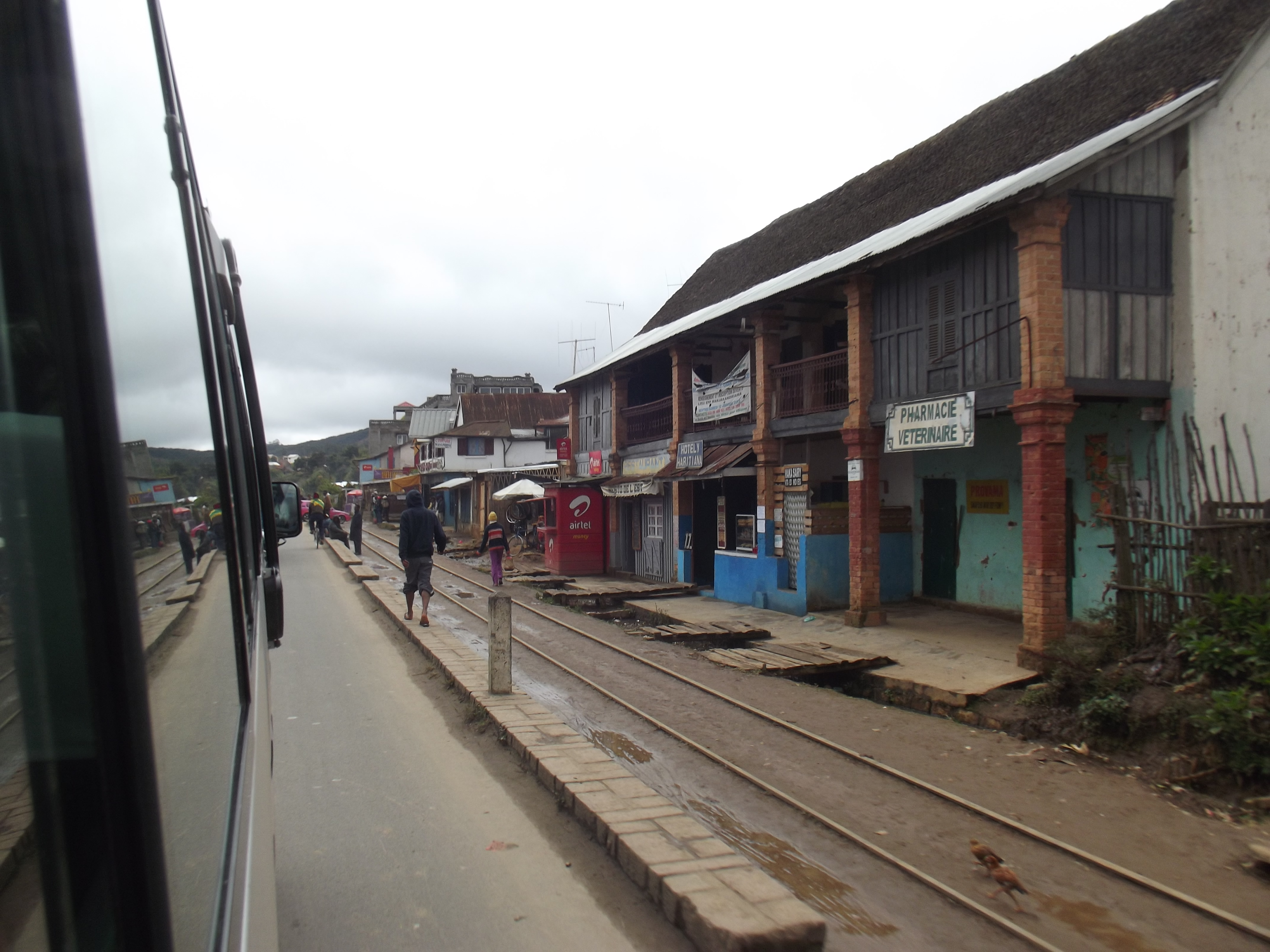
曼扎坎德里亞納

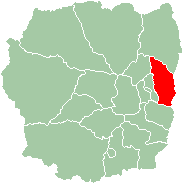

18°55′00″S 47°47′59″E / 18.91667°S 47.79972°E
曼扎坎德里亞納，是馬達加斯加的城鎮，位於該國中部，由阿那拉芒加區負責管轄，是曼扎坎德里亞納區的首府，海拔高度180米，2001年人口20,718。